# 風馳電掣
《風馳電掣》（英語：Superfast!）是一部由傑森·傅萊伯與亞倫·席澤製作的美國動作喜劇電影。該電影為知名動作電影系列《玩命關頭》的戲仿，於2015年4月3號在戲院與隨選視訊上映，與《玩命關頭7》的首映時間一致。

## 外部連結
- 互联网电影数据库（IMDb）上《Superfast!》的资料（英文）
- 爛番茄上《Superfast!》的資料（英文）